# Alex Boegschoten
Alexander „Alex” Boegschoten (ur. 15 lipca 1956 w Hilversum) – były holenderski piłkarz wodny. Zdobywca brązowego medalu na Letnich Igrzyskach Olimpijskich w Montrealu.